# Erik Hajas
Erik Hajas (Huddinge Parish, 16 de septiembre de 1962) es un exjugador de balonmano sueco que jugaba de extremo izquierdo. Su último equipo fue el IK Guif. Fue un componente de la selección de balonmano de Suecia, con la que disputó 281 partidos en los que marcó 996 goles.
Logró la medalla de plata en los Juegos Olímpicos de Barcelona 1992 y en los Juegos Olímpicos de Atlanta 1996.

## Clubes
| Club                       | País   | Año         |
| -------------------------- | ------ | ----------- |
| SoIK Hellas                | Suecia | 1979 - 1988 |
| IK Guif                    | Suecia | 1988 - 1990 |
| Club Balonmano Puerto Cruz | España | 1990 - 1991 |
| IFK Tumba                  | Suecia | 1991 - 1992 |
| IK Guif                    | Suecia | 1992 - 2000 |